# Juminda
Die Halbinsel Juminda (estnisch Juminda poolsaar) liegt im Norden Estlands an der Ostsee. Sie ist die größte Halbinsel Nordestlands und trennt die Bucht von Kolga (Kolga laht) im Westen von der Bucht von Hara (Hara laht) im Osten. An ihrer Spitze, dem Kap Juminda, befinden sich ein 1937 errichteter Leuchtturm, der Juminda tuletorn, von 32 m Höhe, ein Radar- und Funkmast der estnischen Küstenwache und zwei Mahnmale zum Gedenken an Kriegsopfer.

## Geographie
Die nach Norden in den Finnischen Meerbusen ragende Halbinsel, die in ihrer Gänze zum Nationalpark Lahemaa gehört, ist 13 km lang. Ihre größte Breite beträgt 6 km. Das Zentrum liegt 33 m über dem Meeresspiegel und ist sehr steinig. Auf der Halbinsel befindet sich der drittgrößte Findling Estlands, der 7 m hohe Majakivi (Umfang: 32 m).
Die Halbinsel gehört verwaltungsmäßig zur Gemeinde Kuusalu im Kreis Harju. Auf ihr befinden sich die Dörfer Kolga-Aabla (123 Einwohner), Kiiu-Aabla (42 Einwohner), Leesi (44 Einwohner), Tammistu (5 Einwohner), Tapurla (30 Einwohner), Virve (20 Einwohner), Hara (90 Einwohner) und Juminda (35 Einwohner). Das Dorf Juminda wurde erstmals 1290 als Jumintake erwähnt. Im Mittelalter lebten in der Siedlung vor allem estlandschwedische Fischer.
Während der sowjetischen Besetzung Estlands entstand beim Dorf Hara am Ostufer der Halbinsel ein U-Boot-Hafen der Roten Armee und am Kap Juminda wurde eine Küstenbatterie eingerichtet.

## Zweiter Weltkrieg

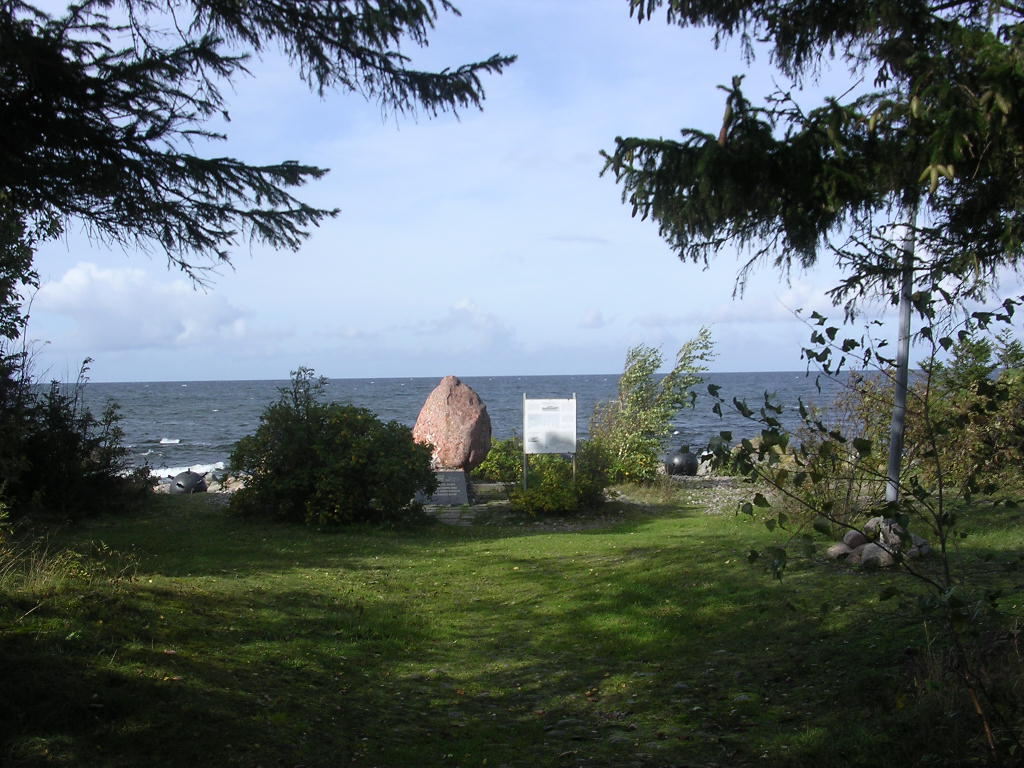
Juminda Mahnmal

Ende August 1941 war Juminda während der sowjetischen Evakuierung Tallinns Schauplatz einer der größten menschlichen Katastrophen des Zweiten Weltkriegs auf der Ostsee. In der Nähe von Kap Juminda versenkten deutsche und finnische Einheiten am 28. und 29. August insbesondere durch Minen mindestens 52 sowjetische Schiffe. Dabei kamen bis zu 25.000 Menschen ums Leben. Zwei 1971 und 2001 auf dem Kap eingeweihte Mahnmale erinnern an die Ereignisse.